# Scirpoides burkei
Scirpoides burkei är en halvgräsart som först beskrevs av Charles Baron Clarke, och fick sitt nu gällande namn av Goetgh., Muasya och David Alan Simpson. Scirpoides burkei ingår i släktet klotsävsläktet, och familjen halvgräs. Inga underarter finns listade i Catalogue of Life.